# Delcomar
La Delcomar è una compagnia di navigazione italiana con base in Sardegna.

## Storia
La Delcomar Compagnia di Navigazione è una compagnia nata in Sardegna nel 1985 dall'imprenditore sardo Franco Del Giudice. Nel 1998 inizia l'attività di collegamento notturno. La Delcomar ha scelto di certificare le proprie navi in conformità alla norma UNI EN ISO 9001:2000 (Sistema per la Gestione della Qualità). La sede amministrativa della Delcomar si trova a La Maddalena e la sede operativa a Carloforte. Successivamente al fallimento della compagnia Saremar, la Delcomar acquisisce 4 unità della sua flotta continuando ad assicurare i collegamenti con Carloforte e La Maddalena.

## La flotta
| Tipo  | Nome                | Stazza | Lunghezza | Larghezza | Capacità passeggeri | Capacità auto/merci | Velocità in nodi | Anno di costruzione | Numero IMO | Stato                  | Note                                               | Immagine |
| ----- | ------------------- | ------ | --------- | --------- | ------------------- | ------------------- | ---------------- | ------------------- | ---------- | ---------------------- | -------------------------------------------------- | -------- |
| Ferry | Franco D G          | 980    | 93,12     | 17,56     | 500                 | ?                   | ?                | 2018                | 9856983    | In cantiere a Salamina |                                                    |          |
| Ferry | I.Maddalena         | 496    | 83        | 16        | 600                 | 90                  | 10               | 2010                | 9608453    | In servizio            |                                                    |          |
| Ferry | GB Conte            | 2.121  | 77,05     | 16,80     | 400                 | 80                  | 11               | 1983                | 8120557    | In servizio            |                                                    |          |
| Ferry | Anna Mur            | 2.121  | 77,05     | 17,22     | 500                 | 80                  | 11               | 1983                | 8120569    | In servizio            |                                                    |          |
| Ferry | Nando Murrau        | 2.121  | 77,05     | 17,22     | 600                 | 80                  | 11               | 1987                | 8518546    | In servizio            |                                                    |          |
| Ferry | Isola di Caprera    | 1.342  | 72,92     | 15.79     | 600                 | 85                  | 10               | 1986                | 8411994    | In servizio            | Noleggiato nel periodo estivo alla Maddalena Lines |          |
| Ferry | Isola di S. Stefano | 1.313  | 73,40     | 15,82     | 591                 | 85                  | 11               | 1990                | 9011026    | In servizio            |                                                    |          |
| Ferry | Enzo D              | 980    | 77,60     | 16,40     | 400                 | 90                  | 10               | 2001                | 8989276    | In servizio            |                                                    |          |
| Ferry | Sara D              | 496    | 64,99     | 11,67     | 257                 | 40                  | 13               | 1973                | 7398602    | In servizio            |                                                    |          |
| Ferry | Eolo                | 434    | 54,39     | 10,39     | 200                 | 30                  | 11               | 1971                | 7048104    | In servizio            |                                                    |          |

## Flotta del passato
| Nome         | Numero IMO | Lunghezza | Larghezza | Stazza | Capacità passeggeri | Capacità auto/Merci | Velocità in Nodi | Anno di Costruzione | Note                                                                                           |
| ------------ | ---------- | --------- | --------- | ------ | ------------------- | ------------------- | ---------------- | ------------------- | ---------------------------------------------------------------------------------------------- |
| Erik P       | 6616526    | 52,17     | 12        | 497,46 | 230                 | 30                  | 12               | 1966                | Ceduta nel 2016 alla compagnia norvegese Fjord 2 e ribattezzata Hardingen SR                   |
| Luigi Biggio | 6607094    | 49        | 10        | 494    | 308                 | 21                  | 9                | 1966                | Venduta ad agosto 2023 per la demolizione ad Aliagà. Successivamente demolita a Novembre 2023. |
| Arbatax      | 6601088    | 49        | 10        | 494    | 308                 | 21                  | 9                | 1966                | Venduta per la demolizione ad Aprile 2024 ad Aliagà                                            |

## Rotte effettuate

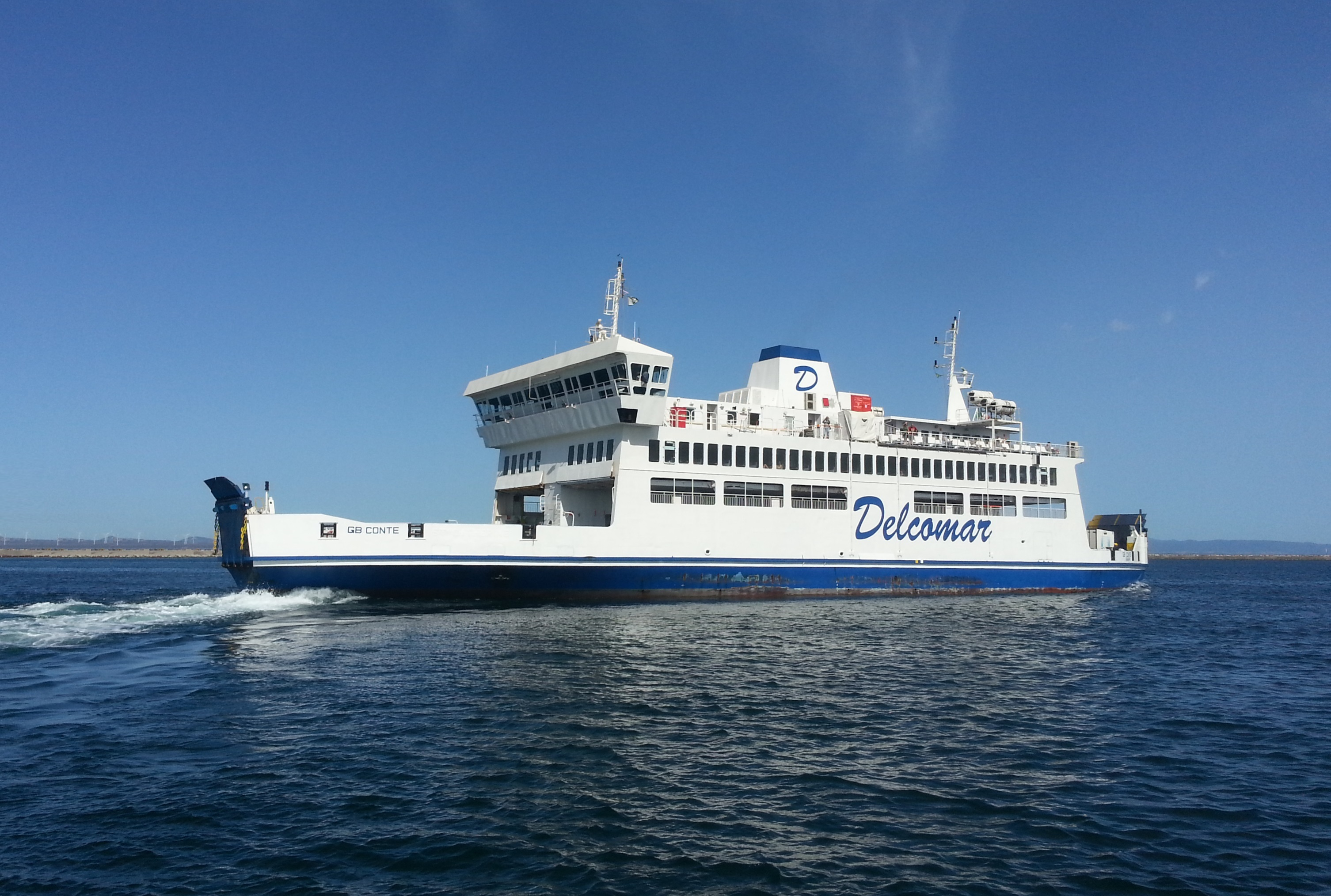
Il GB Conte in partenza da Carloforte